# La Tranclière
La Tranclière est une commune française du département de l'Ain, en région Auvergne-Rhône-Alpes. Elle appartient au canton de Pont-d’Ain et de l’aire d’attraction de Bourg-en-Bresse dont elle profite de la croissance actuelle.
Commune essentiellement agricole, ce village « discret », d’après Gérald Lévy et Joseph Rousset, est peuplé d’environ 300 habitants depuis le début du XIXe siècle. Ses habitants s'appellent les Tranclériens et Tranclériennes.

## Géographie

### Localisation
La Tranclière se situe à 12 kilomètres au sud de la préfecture Bourg-en-Bresse et 10 kilomètres au nord-ouest de Pont-d’Ain, dans la Bresse et la Dombes. Moins localement, elle est située à 51 kilomètres de Lyon et 375 kilomètres de la capitale, Paris.

### Relief
La commune est située globalement sur deux niveaux : le plateau des Dombes et la plaine de la Bresse, à plus de 20 mètres d’altitude en dessous. Son altitude varie de 248 m au plus bas et 302 m au plus haut. La limite du Plateau des Dombes avec la plaine de la Bresse est marqué sur presque toute la commune sauf au nord où ils se fondent dans une pente plus douce. Cette limite est le reste géologique d’un grand méandre préhistorique, aujourd’hui occupé par la rivière de la Leschère et de son affluent le Pisseur qui rogne le vallum morainique du glacier mindélien entre la Saône et le Revermont.
Au XIXe siècle, la commune comportait 25 étangs, dont la plupart sont aujourd’hui asséchés et boisés. De ces étangs dombistes il n’en restent plus que 11 en 2024.

### Géologie
La grande majorité du sol est essentiellement formée d’alluvions glaciaires, hormis le fond de la vallée de la Leschère constitué, lui, de sables et d’argiles de Bresse avec un affleurement de cailloutis.
Sur la plupart de la surface de la commune, le sol est constitué du limon non calcaire qui vient recouvrir les formations rissiennes (Œb). Ce limon plus ou moins épais sur la moraine de la Dombes (Gxa) est presque absent dans la plaine bressane et surtout le couloir de Certines qui commence sur La Tranclière. La tranchée faite lors des travaux de l’autoroute au lieu-dit En Gouty montre que c’est un limon jaune non panaché, homogène, assez peu compact, avec de rares petits galets siliceux et soumis au colluvionnement (C). Il est d’un épaisseur d’environ 1 mètre.
Dans la partie de la plaine bressanne les alluvions fluvio-glaciaires (FGxa4) correspondent surtout au Riss récent (Fy+z) mais portent des traces du Riss ancien et aussi faiblement de la glaciation du Würm, postérieure (FGxb1). Les géologues du BRGM estiment que les écoulements des glaciers ont creusé sa vallée et ses méandres au Riss et lors de sa fonte, puis que les vallées actuelles ont fini de se former lors du Würm. Les apports durant l’Holocène sont surtout des alluvions minces et fines dans les fonds des vallées (C et CF).

### Hydrographie

#### Nappes phréatiques
Du fait de sa situation à la fois sur le plateau de la Dombes et dans le couloir de Certines, la commune est concernée par deux nappes phréatiques de grandes importances :
- L’aquifère des « cailloutis de la Dombes », d’une surface de 1518 km²[7], qui est d’intérêt régional et est présent uniquement sur le plateau et constitué de cailloutis[7]. Il est accessible après un forage moyen d’une dizaine de mètres sous la moraine glacière. Il n’est cependant pas d’un grand débit mais certains point d’eau fournissent 100 à 150 m³/h d’eau en débit d’exploitation[7].
- L’aquifère des « alluvions fluvio-glaciaires du couloir de Certines », est, lui, d’une surface bien moins grande : 136 km²[7]. Il est essentiellement constitué de sable argileux et dispose d’un recouvrement argilo-limoneux pas très épais ainsi que d’un substratum fait d'alternances de niveaux marneux peu perméables et sableux nommés les « marnes de Bresse »[7]. La nappe est, dans la partie centrale du couloir, disponible à 20-25 mètre de profondeur. La nappe peut produire un débit fort sur la commune avec un potentiel mesuré à 720 m³/h d’eau à Donsonnas[7]. C’est également à la bordure avec le plateau de la Dombes que la zone de captage de cet aquifère est alimenté par l’eau souterraine de l’aquifère des « Cailloutis de la Dombes »[7]. Mais le premier présente un risque de pollution accidentelle de deux origines possibles : d’une part l’autoroute A40 et d’autre part du pipe-line Sud Européen. Tous les deux sont positionnés parallèlement à l’axe d’écoulement principal de la nappe qui est du sud vers le nord[7].

### Cimat
Pour des articles plus généraux, voir Climat d'Auvergne-Rhône-Alpes et Climat de l'Ain.
En 2010, le climat de la commune est de type climat des marges montargnardes, selon une étude du CNRS s'appuyant sur une série de données couvrant la période 1971-2000. En 2020, Météo-France publie une typologie des climats de la France métropolitaine dans laquelle la commune est dans une zone de transition entre le climat semi-continental et le climat de montagne et est dans la région climatique Bourgogne, vallée de la Saône, caractérisée par un bon ensoleillement (1 900 h/an), un été chaud (18,5 °C), un air sec au printemps et en été et des vents faibles.
Pour la période 1971-2000, la température annuelle moyenne est de 11,2 °C, avec une amplitude thermique annuelle de 17,7 °C. Le cumul annuel moyen de précipitations est de 1 113 mm, avec 11,1 jours de précipitations en janvier et 7,8 jours en juillet. Pour la période 1991-2020, la température moyenne annuelle observée sur la station météorologique de Météo-France la plus proche, « Ceyzériat_sapc », sur la commune de Ceyzériat à 9 km à vol d'oiseau, est de 11,7 °C et le cumul annuel moyen de précipitations est de 1 032,6 mm,. Pour l'avenir, les paramètres climatiques de la commune estimés pour 2050 selon différents scénarios d'émission de gaz à effet de serre sont consultables sur un site dédié publié par Météo-France en novembre 2022.

## Urbanisme

### Typologie
Au 1er janvier 2024, La Tranclière est catégorisée commune rurale à habitat dispersé, selon la nouvelle grille communale de densité à 7 niveaux définie par l'Insee en 2022.
Elle est située hors unité urbaine. Par ailleurs la commune fait partie de l'aire d'attraction de Bourg-en-Bresse, dont elle est une commune de la couronne,. Cette aire, qui regroupe 80 communes, est catégorisée dans les aires de 50 000 à moins de 200 000 habitants,.

### Occupation des sols
L'occupation des sols de la commune, telle qu'elle ressort de la base de données européenne d’occupation biophysique des sols Corine Land Cover (CLC), est marquée par l'importance des forêts et milieux semi-naturels (49,8 % en 2018), une proportion identique à celle de 1990 (49,8 %). La répartition détaillée en 2018 est la suivante : 
forêts (49,8 %), terres arables (29,7 %), prairies (10,1 %), zones agricoles hétérogènes (9,1 %), eaux continentales (1,2 %).
L'évolution de l’occupation des sols de la commune et de ses infrastructures peut être observée sur les différentes représentations cartographiques du territoire : la carte de Cassini (XVIIIe siècle), la carte d'état-major (1820-1866) et les cartes ou photos aériennes de l'IGN pour la période actuelle (1950 à aujourd'hui).

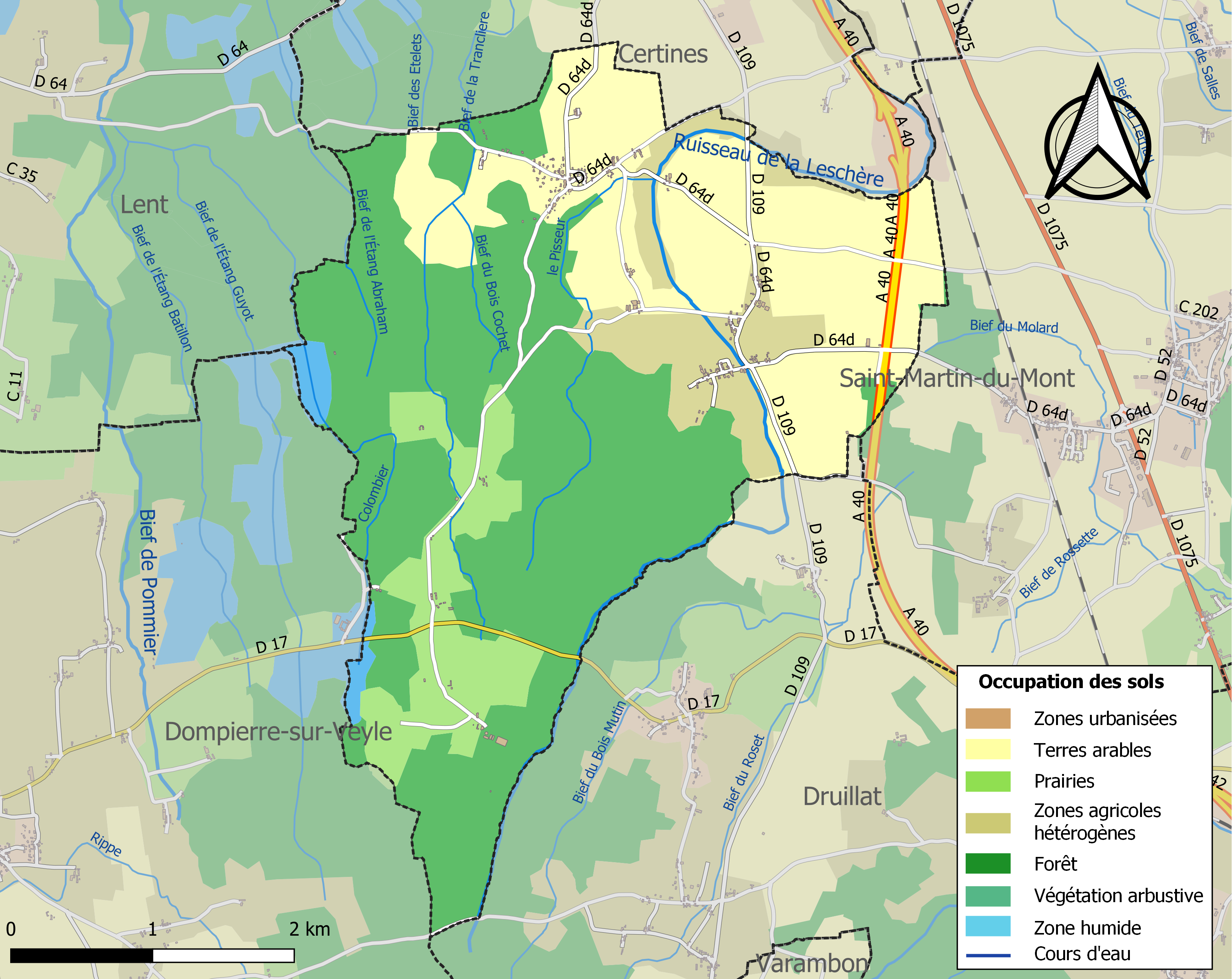
Carte des infrastructures et de l'occupation des sols de la commune en 2018 (CLC).

### Voies de communication et transports

#### L’aérodrome de Bourg-Pont d’Ain
Le hameau de Donsonnas héberge dès 1959, sur un terrain prêté par Maurice Curnillon, un aérodrome créé et utilisé par l’aéro-club de Bourg-en-Bresse. Le terrain classé privé sera dénommé « Bourg-Pont d’Ain ». Le choix du lieu a été fait car Bourg-en-Bresse ne disposait pas d’aérodrome et celui d’Ambérieu-en-Bugey était jugé trop éloigné pour la formation. L’aérodrome est utilisé en tant que terrain-école pour les élèves pilotes. La piste qui est bien dégagée fait 590 mètres de longueur sur 30 mètres de largeur et est engazonnée,. Il sera arrêté et déclassé le 11 novembre 1978 à cause de la mise en service de l’aérodrome de Bourg-Teyssonge à Ceyzériat.
En 1990, Roland Curnillon dépose une demande pour la réouverture à titre privé de l’aérodrome qui sera effective en 1991. Il est réservé aux avions et ULM déclarés en Préfecture.

## Toponymie
Le nom de La Tranclière apparaît sous la forme « Trancleria » en 1325. Il est soit d’origine latine d’après le nom de personne « Tranquillus » ou plus probablement germanique d’après le nom « Tranculf », nom du premier propriétaire du lieu, avec le suffixe -aria. L’ajout d’un son /j/ après le groupe consonantique « cl » est typique du francoprovençal de la Bresse.
Le village puis hameau de Prin est trouvé en 1150 orthographié « Prings » dans la charte de Cluny (t. V, no 4143), « Prins » en 1285 puis « Prenx » en 1587. On le trouve encore aujourd’hui sous la variante Prins. C’est un nom d’origine burgonde qui rappelle la notation Brengs (Brens) qui se retrouve dans Brans (Jura) et Bereins (Ain). La forme primitive est Beringos qui signifie « chez les Beringi » et est construite à partir du nom propre « Bera ».
Le hameau de Donsonnas est attesté en 1267 sous la forme « Donçona ». Il faut sans doute y voir une forme de D’onçona et rapprocher le nom avec Onzon et Anzon. L’origine serait alors l’hydrotoponyme pré-celtique *Alis-, qui donnera *Alisona en gaulois d’où viendrait le toponyme actuel.

## Histoire

### Antiquité et Moyen Âge
Les plus anciennes trace d’habitations du territoire ont été trouvées lors des fouilles de 1984, réalisée par les travaux de l’autoroute A40 qui ont mis au jour au lieu-dit en Gouty, près de la Leschère, trois fours gallo-romain du milieu du premier siècle de notre ère. Ces fours à céramiques sont la preuve que la commune est habitée depuis au moins cette période.
Lors de fouilles en juillet 1926 à l’emplacement de l’ancienne église du hameau de Prin, des sépultures orientées ainsi que du mobilier funéraire important donné généralement comme préhistoriques mais identifié par les spécialistes comme étant burgondes, constitué notamment de haches et de bracelets, ont été trouvés et légué par l’inventeur de la fouille au musée de Saint-Germain-en-Laye.
À la fin du VIIIe siècle, la paroisse de la Tranclière, à l’instar des paroisses environnantes, appartenait à Barnard, fondateur de l’abbaye d’Ambronay, auquel il la rattacha à sa fondation. Les moines de cette dernière établirent alors un doyenné rural pour y développer la paroisse,. Dès le XIIe siècle, la Tranclière est un petit village actif sur un territoire où l’on trouve aussi celui de Prins, cité dès cette époque. La gestion fut alors du fait des moines qui y assurèrent un service d’église et bénéficiaient des libéralités de Girard de la Palud en 1299.
À cette époque, la paroisse n’était pas établie comme un fief et dépendait, sur un plan féodal, de la seigneurie de Varambon. Sur une période comprenant des actes de 1493 et de 1503, Anthelme de la Balme de la famille des seigneurs de Vertrieu est doyen de la Tranclière.

### Renaissance et Révolution française

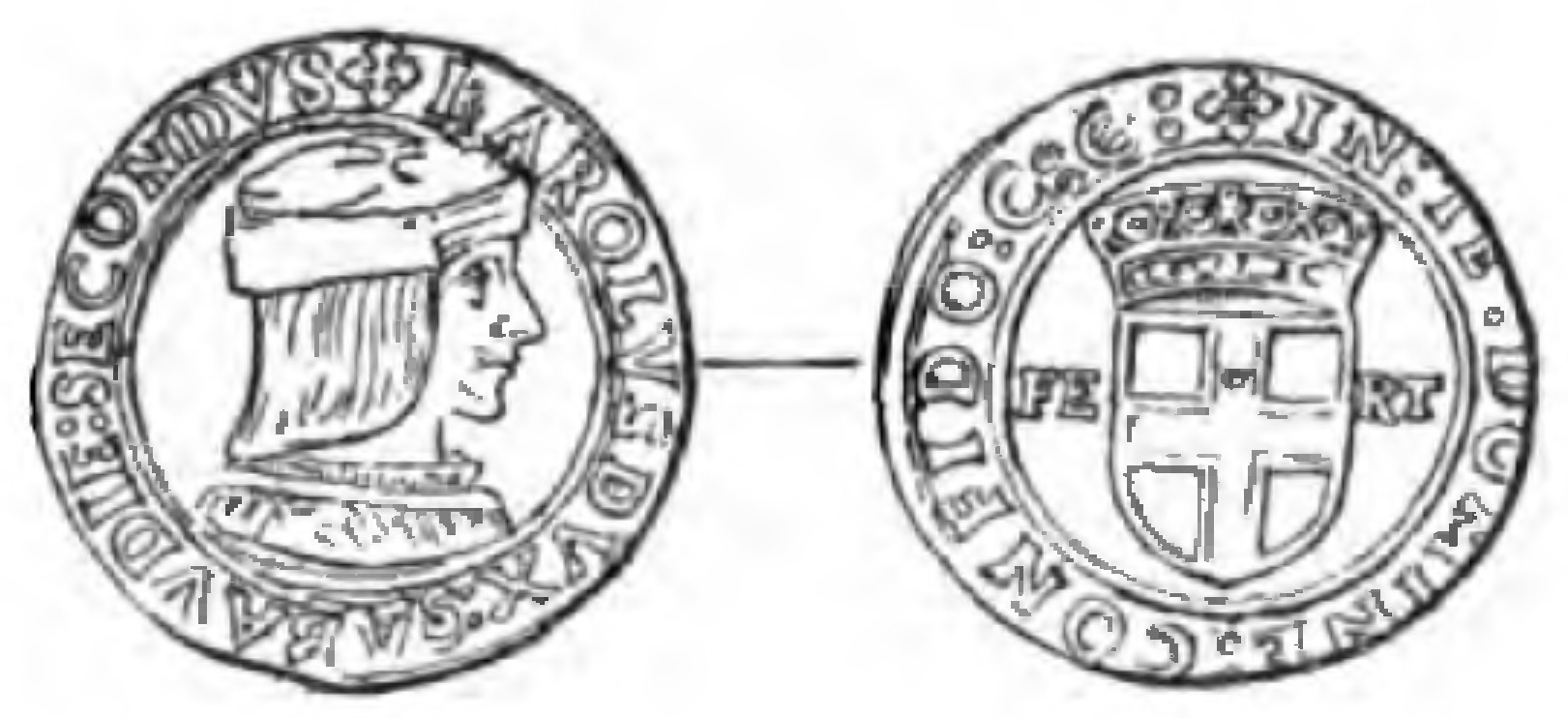
Des deniers de Charles II de Savoie, en frappe en 1550.

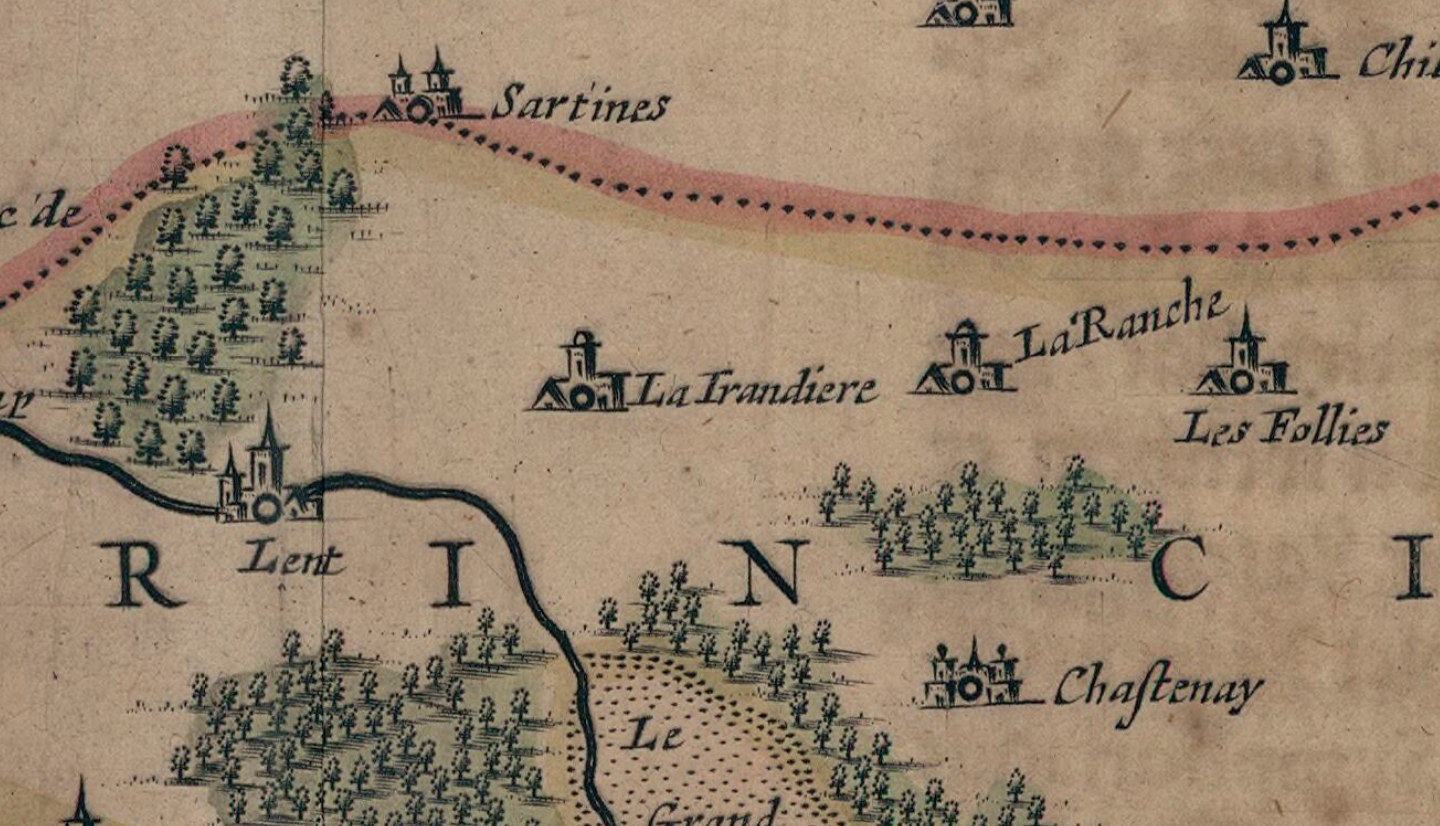
La Tranclière sur une carte datant entre 1608 et 1627.

Un trésor de plus de 300 deniers de Savoie de 1550 a été enterré avec précaution au hameau de Donsonnas, il est peut-être un marqueur du passage de Francois 1er dans la région et notamment de l’occupation de Bourg-en-Bresse entre 1536 et sa reprise en 1559.
Durant le rattachement de la Bresse à la France, la paroisse fut prise dans les troubles de la région et la population subit la cruauté des troupes françaises. De la fin de l’année 1595 à l’année 1601, les combats et les déplacements de troupes qui secouèrent la région ont beaucoup affecté les deux villages. Au nom d’Henri IV, Charles de Gontaut-Biron prit le marquisat de Varambon et sema la ruine et la désolation sur son passage. La population comptée en 1603 par Christophe de Rye montre qu’il y reste très peu de personnes : 6 ménages sur La Tranclière et 3 sur Prins, alors paroisse indépendante. Ce qui donne par extrapolation entre 40 et 45 personnes pour 9 feux fiscaux.
Le village de Prin ne se remettra pas de ces dégâts. En octobre 1654, l’archevêque de Lyon décide de l’unir à la paroisse de Dompierre-sur-Veyle, mais il sera finalement rattaché à La Tranclière. Néanmoins, les contributions des terres seront encore comptées indépendamment jusqu’à la Révolution et ce n’est qu’à ce moment-là qu’il sera totalement incorporé à la nouvelle commune. 
La commune de la Tranclière est secouée par les évènements de la Révolution Française. Le 30 janvier 1794 (11 pluviôse an II), le maire est dénoncé par le comité de surveillance révolutionnaire de Lent parce qu’il refuse d’abattre une croix dans la commune ainsi que de délivrer des certificats de civisme à des « citoyens patriotes » et également parce qu’il avait reproché aux Lentais d’avoir fait tomber une croix chez eux. Le mois d’après, le 23 février 1794 (5 ventôse an II), en pleine Terreur, le curé dénommé Mussieux est arrêté et emprisonné avec 33 autres confesseurs de la région.
Le 4 novembre 1797, un fait divers secoue la commune : un orphelin de 10 ans, François Nante, placé au village par la Charité de Lyon, est tué et dévoré par les loups. L’agent municipal Claude Martin/Murtin ainsi que trois habitants, François Andrée, Joseph Carbon et Joseph Laverty témoigneront de ce tragique destin d’enfant placé en ferme qui appartient à une des populations les moins protégées de l’époque .

### Époque contemporaine

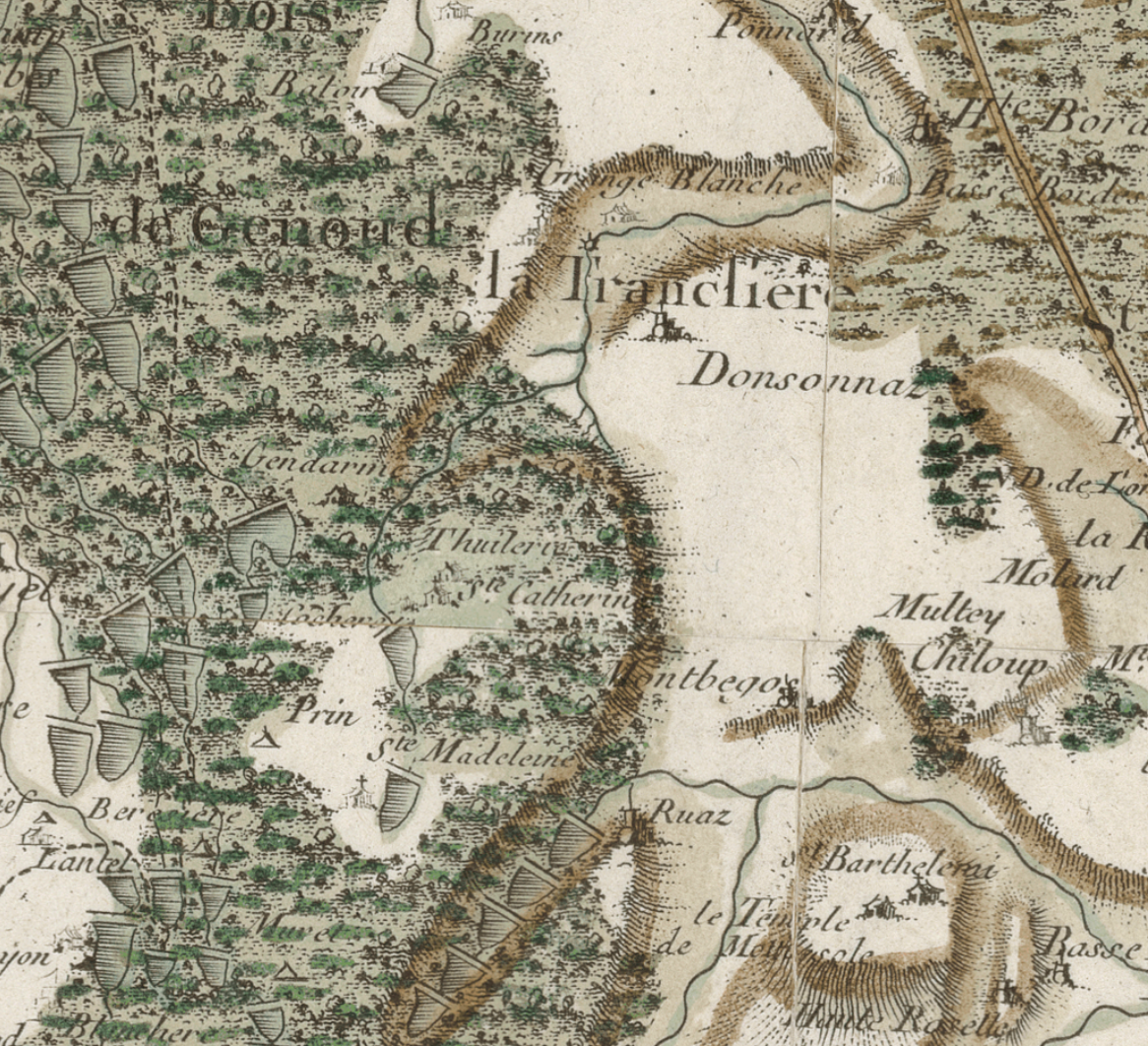
La Tranclière sur la Carte de Cassini (entre 1764 et 1765).

Au début du XIXe siècle, la commune est décrite comme étant très pauvre par le chanoine Martin, biographe de Jean-Marie-Sauveur Gorini, qui fut curé de la commune de 1820 à 1847, mais son propos est très exagéré et avait surtout pour but l’hagiographie de son sujet. En effet, la commune prend part à de nombreux travaux d’aménagement du territoire avec ses voisines, comme la route… et est pionnière sur l’agriculture régionale grâce à l’usage du chaulage agricole par ses agriculteurs et agricultrices, notamment un certain Convert. Un Dilas est également cinquième au concourt hippique de Bourg en 1863 pour sa jument poulinière.
Alors qu’auparavant la paroisse de Certines dépendait de celle de la Tranclière, l’église du bourg fut « créée en chapelle » en 1818 au profit de Certines, mais les habitants et habitantes refusèrent de se joindre à la paroisse de Certines à cause de l’état impraticable des chemins en hiver. Il fut demandé en 1841 au gouvernement l’érection en succursale de la paroisse qui n’était qu’une chapelle vicariale, cette demande fut acceptée en 1845.
En 1892, le développement du cyclisme dans l’Ain a fait connaître un tuilier tranclérien, Pierre Lavalex, qui termine douzième dans un course de 557 km organisé par le journal Lyon républicain. Ce membre de l’association du Cyclophile bressan, obtient une reconnaissance locale qui l’amène à être affecté six mois plus tard comme vélocipédiste à la section des secrétaires de l’État-Major de l’armée française.
En 1907, la commune est décrite comme essentiellement agricole, elle fait commerce de bois, de céréales variées (blé, méteil, seigle,sarrasin, avoine, maïs, chanvre et colza) et d’autres produits agricoles notamment issus de l’élevage. Son industrie se résume à une tuilerie occupant 4 ouvriers installée près de La Cochère, il n’en reste rien aujourd’hui.

### Prin
Le hameau de Prin, aussi orthographié Prins, a été une paroisse indépendante jusqu’au milieu du XVIIe siècle. On la trouve citée en 1132 en tant que possession de l’abbaye de Cluny qui y avait installé un prieuré et le 10 septembre 1508, pour un contentieux entre le curé de Prin et le prieur de de Dompierre sur la rente de la paroisse du prieuré qui fut arbitré pour fixer les limites de leur dîmes. L’église ne semble pas avoir été très utilisée le siècle suivant, puisqu’en 1654 la visite pastorale la déclare comme étant presque vide avec une décoration très pauvre, le bâtiment dans un état déplorable et abandonné. Cette visite sonna la fin de la paroisse en tant que telle et son rattachement à la Tranclière bien qu’originellement le document de l’archevêché de Lyon la rattache à la cure de Dompierre. Cette église ne survécut pas à la Révolution qui la vendit comme bien national en 1791 à un certain Gabriel Courtois de Pont-d’Ain qui l’utilisa vraisemblablement comme carrière.

### La Cochère
Anciennement orthographié La Coucheyra, La Cochure ou La Cossière, le hameau est à l’origine un « membre » de la commanderie des Feuillets des chevaliers de Saint-Jean de Jérusalem, dont on atteste la possession depuis le milieu du XIIIe siècle. À cette époque, ce n’était vraisemblablement qu’une grange que les hospitaliers occupaient et dont on trouve confirmation auprès d’Albert de la Tour, seigneur de Coligny, dans des actes de 1250 et 1267. Plusieurs sources indiquent que la chapelle dédiée à sainte Catherine fut construite au XVe siècle sans qu’on puisse en attester la véracité. Un acte de 1670 indique qu’elle était bien tenue et dans un excellent état et que le chapelain, nommé par le commandeur des Feuillets et habituellement un chanoine de Varambon, y était tenu d’y célébrer trois ou quatre messes par an. Au XVIIIe siècle, cependant, il ne restait plus qu’elle en guise de hameau. Elle ne fut plus entretenue à une date indéterminée mais postérieure puisqu’aujourd’hui il ne reste d’elle que des ruines des murs de fondation derrière une ferme.

### Donsonnas
Le hameau est mentionné dans une charte de 1267 et dépendait de la seigneurie de Varambon. Il est mentionné dans un acte de 1624 que seulement une partie était soumise à la taille et que l’autre était franche. D’une importance équivalente à celui du bourg, il est situé dans la partie basse de la commune. En 1959 et jusqu’en 1978, l’aérodrome de Bourg-Pont d’Ain sera mis en service au lieu-dit des Grands-Champs. Il rouvrira en 1991 à titre privé et est encore en fonctionnement aujourd’hui,.

## Politique et administration

### Découpage territorial
La commune de Tranclière est membre de la communauté d'agglomération du Bassin de Bourg-en-Bresse, un établissement public de coopération intercommunale (EPCI) à fiscalité propre créé le 1er janvier 2017 dont le siège est à Bourg-en-Bresse. Ce dernier est par ailleurs membre d'autres groupements intercommunaux.
Sur le plan administratif, elle est rattachée à l'arrondissement de Bourg-en-Bresse, au département de l'Ain et à la région Auvergne-Rhône-Alpes. Sur le plan électoral, elle dépend du  canton de Ceyzériat pour l'élection des conseillers départementaux, depuis le redécoupage cantonal de 2014 entré en vigueur en 2015, et de la première circonscription de l'Ain  pour les élections législatives, depuis le dernier découpage électoral de 2010.

### Administration municipale

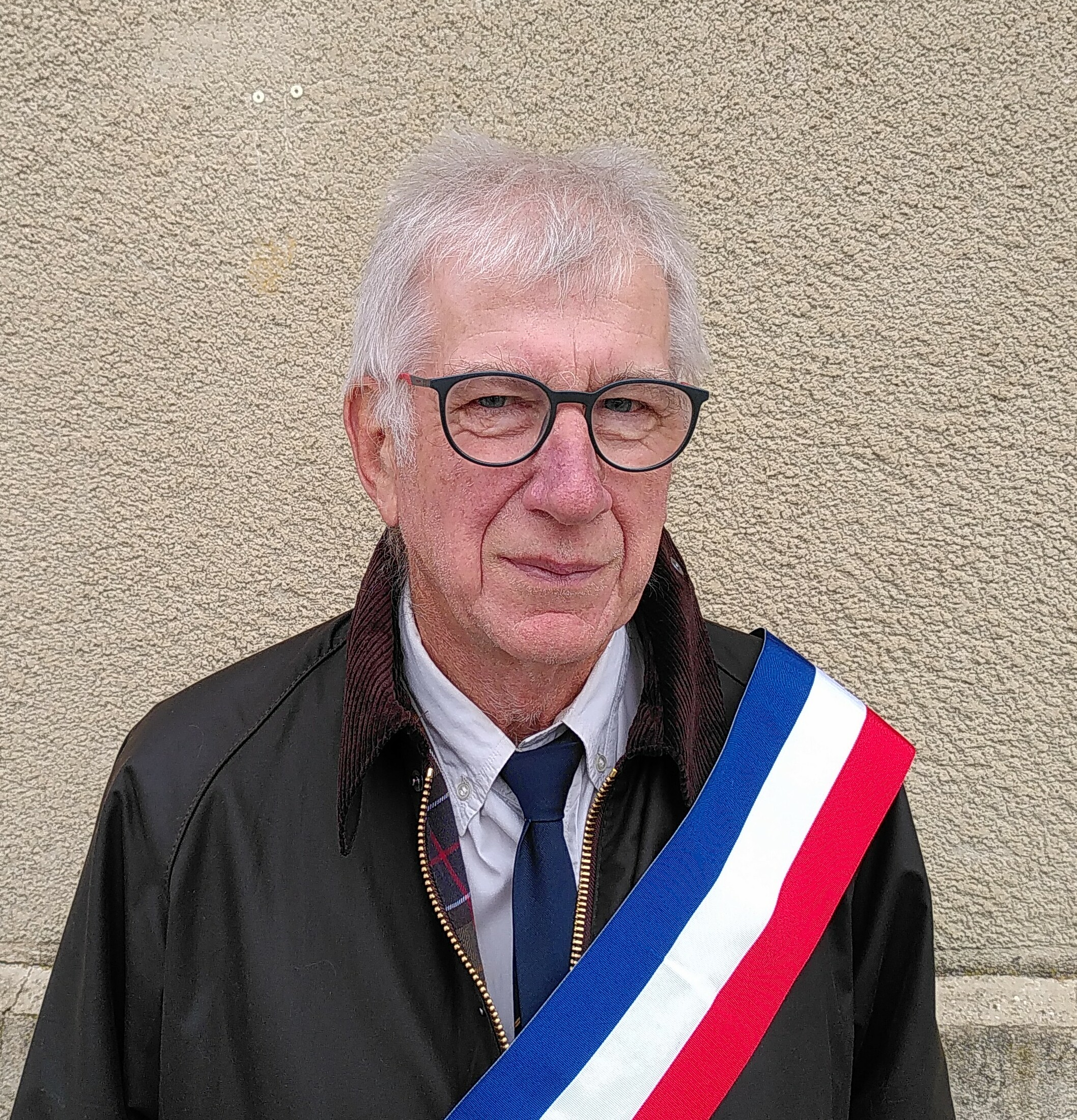
Daniel Rousset, maire de La Tranclière depuis mars 2001.

| Période                            | Période                                                    | Identité                 | Étiquette          | Qualité |
| ---------------------------------- | ---------------------------------------------------------- | ------------------------ | ------------------ | --- |
| 22 germinal an II (11 avril 1794)  | an IV                                                      | Joseph Pernet dit Buiron |                    | |
| an IV                              | an V                                                       | Claude Murtin            |                    | Agent municipal |
| an V                               | an VI                                                      | François Reymond Aillaud |                    | Agent municipal Officier public à Certines de l’an II à 1800 |
| an VI                              | 1800                                                       | Claude Murtin            |                    | Agent Municipal |
| 22 fléroal an VIII (12 mai 1800)   | 3 frimaire an X (24 novembre 1801) (démissionnaire)        | Joseph Pernet dit Buiron |                    | |
| 7 frimaire an X (28 novembre 1801) | 1810                                                       | Claude Murtin            |                    | |
| 1810                               | 1813                                                       | Benoit Poncet            |                    | Marchand Agent municipal de Montmerle élu en l’an VI |
| 1813                               | 10 juin 1816                                               | Pierre Marie Aillaud     |                    | Commissaire du pouvoir exécutif à Pont-D’Ain depuis le 14 brumaire an IV (5 novembre 1795) Maire de Certines du 22 floréal an VIII (12 mai 1800) au 10 juin 1816 |
| 10 juin 1816                       | 24 janvier 1817 (décédé à La Tranclière à l’âge de 60 ans) | Joseph Pernet dit Buiron |                    | |
| 4 mars 1817                        | 10 juillet 1819 (décédé)                                   | Claude Murtin            |                    | |
| 10 juillet 1819                    | 25 juillet 1821                                            | François Chambaud        |                    | |
| 25 juillet 1821                    | 1827                                                       | Jean Claude Brédy        |                    | Né à Certines le 19 septembre 1789 Maire de Certines (1816 − 1820) |
| 1827                               | 1829                                                       | François Chambaud        |                    | |
| 1829                               | 1834                                                       | Jean Claude Brédy        |                    | Né à Certines le 19 septembre 1789 Maire de Certines (1816 − 1820) |
| 1834                               | 1837                                                       | Joseph Simonet           |                    | A son nom inscrit sur la cloche de l’église Bénite en 1864 |
| 1837                               | 1848                                                       | Jean Antoine Dilas       |                    | Né à La Tranclière le 8 novembre 1809 |
| 1848                               | 1871                                                       | Joseph Simonet           |                    | A son nom inscrit sur la cloche de l’église Bénite en 1864 |
| mai 1871                           | 1919                                                       | Jacques Buard            |                    | Né le 6 janvier 1829, cultivateur Il était à sa mort le doyen des maires de l’Ain. |
| 1919                               | 1929                                                       | Jean-Antoine Curnillon   | Radical Socialiste | Né à La Tranclière le 7 avril 1855 |
| mai 1929                           | 1935                                                       | Joseph Dilas             | Radical Socialiste | Adjoint de la Tranclière de décembre 1919 à mai 1929 |
| mai 1935                           | 1945                                                       | François Tabouret        |                    | Président du comité local de libération nommé le 26 septembre 1944 |
| 1945                               | 1965                                                       | Victor Pobel             | RGR                | |
| 1965                               | mars 1983                                                  | Joseph Rousset           | Radical puis PRI   | Né le 1er mars 1912 Adjoint de La Tranclière en mars 1959 |
| mars 1983                          | 2001                                                       | René Dilas,              | RPR                | Né à Bourg-en-Bresse, cultivateur élu de La Tranclière pendant 30 ans |
| mars 2001                          | En cours                                                   | Daniel Rousset           | DVD puis LR        | Né le 18 juin 1952, fils de Joseph Rousset Directeur de la Fédération de chasse Conseiller municipal de La Tranclière en mars 1989 puis adjoint en 1995 Deuxième vice-président de la communauté des communes de Bresse Dombes Sud Revermont (BDSR) élu le 10 avril 2008 |

## Démographie
L'évolution du nombre d'habitants est connue à travers les recensements de la population effectués dans la commune depuis 1561. Pour les communes de moins de 10 000 habitants, une enquête de recensement portant sur toute la population est réalisée tous les cinq ans, les populations de référence des années intermédiaires étant quant à elles estimées par interpolation ou extrapolation. Pour la commune, le premier recensement exhaustif entrant dans le cadre du nouveau dispositif a été réalisé en 2007.
En 2022, la commune comptait 288 habitants, en évolution de −0,35 % par rapport à 2016 (Ain : +5,15 %, France hors Mayotte : +2,11 %).
| 1561 | 1603  | 1726 | 1793 | 1800 | 1806 | 1821 | 1831 | 1836 |
| ---- | ----- | ---- | ---- | ---- | ---- | ---- | ---- | ---- |
| 91   | 40.45 | 68   | 246  | 338  | 361  | 307  | 257  | 269  |

| 1841 | 1846 | 1851 | 1856 | 1861 | 1866 | 1872 | 1876 | 1881 |
| ---- | ---- | ---- | ---- | ---- | ---- | ---- | ---- | ---- |
| 249  | 278  | 306  | 308  | 303  | 307  | 300  | 309  | 292  |

| 1886 | 1891 | 1896 | 1901 | 1906 | 1911 | 1921 | 1926 | 1931 |
| ---- | ---- | ---- | ---- | ---- | ---- | ---- | ---- | ---- |
| 310  | 306  | 300  | 282  | 277  | 267  | 254  | 231  | 219  |

| 1936 | 1946 | 1954 | 1962 | 1968 | 1975 | 1982 | 1990 | 1999 |
| ---- | ---- | ---- | ---- | ---- | ---- | ---- | ---- | ---- |
| 219  | 215  | 210  | 191  | 170  | 170  | 212  | 254  | 300  |

| 2006 | 2007 | 2012 | 2017 | 2022 | - | - | - | - |
| ---- | ---- | ---- | ---- | ---- | - | - | - | - |
| 305  | 306  | 302  | 286  | 288  | - | - | - | - |

Les données démographiques antérieures à 1793, année du premier recensement en France, sont mal connues. Cependant des documents de comptage de la population datant d’avant la révolution existent. Pour les paroisses de La Tranclière et Prin, des décomptes anciens des feux et personnes existent. Un premier recensement daté de 1561 est présent dans le cerches des feux de la chambre des comptes de Dijon, il donne 28 personnes à La Tranclière pour 52 feux déclarés, et 63 à Prin pour 17 feux déclarés. Un autre recensement des feux est connue, il correspond à celui de Christophe de Rye : 9 feux (6 pour La Tranclière et 3 pour Prin) en 1603. Cette population correspond à une estimation entre 40 et 45 personnes, selon la méthode de calcul d’extrapolation du feu fiscal. Pour 1726, c’est l’ouvrage de Claude-Marin Saugrain qui donne le chiffre de 68 habitants et habitantes.

## Économie
La commune a de tout temps été essentiellement agricole et l’est encore toujours aujourd’hui.

### La production laitière
Déjà dans les années 1920, le village disposait d’une beurrerie qui alimentait Lyon, surtout la Croix-Rousse et tout le nord des Brotteaux, en lait écrémé comme toutes les coopératives de l’Ain. Avant 1925, le lait était transporté via voie ferrée, mais jusqu’en 1945 il est récolté par un réseau de ramasseurs locaux qui le remettent ensuite à un transporteur qui ne suit que les grandes routes en camion. En 1932, la beurrerie La Tranclière - Certines - Dompierre est fondée par Jean-Claude Barbet et Jean Poncet qui en sera le premier président. Cette dernière gagne la médaille d’or en 1937 pour son « beurre de Bresse ». En 1960, un nommé Vacle y lance la fabrication de « L’Étoile du Revermont », une marque toujours en production aujourd’hui. En 1974, la beurrerie fermera. En 2021, il y a une beurrerie coopérative partagée avec la commune de Certines.

### La sylviculture
Importante à partir du 19e siècle, ses bois sont sa seule mention économique en 1896, la sylviculture de la commune est une part non-négligeable de son économie. Elle est même remarquée en 1891 grâce à des bois appartenant à un particulier, le docteur Passerat, qui font l’objet d’une publication ainsi que d’une récompense offerte à un garde forestier, Joseph Givord, pour son travail.

## Culture et patrimoine

### Lieux et monuments

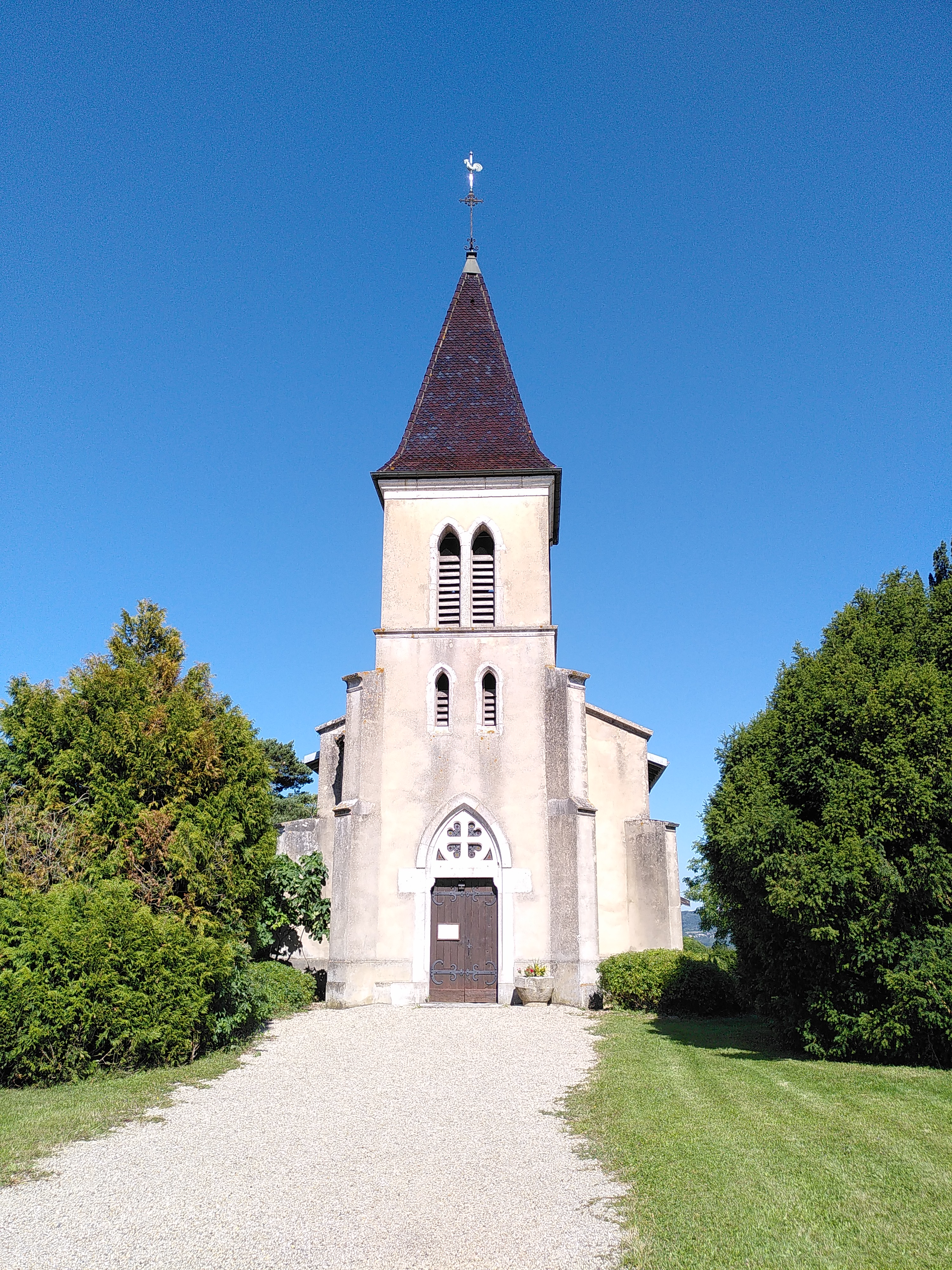
L'église de La Tranclière.

#### Églises
- Église Saint-Jean-Baptiste.
- Ruines de la chapelle Sainte-Catherine : elle date du XVe siècle[27], encore en état au XVIIe siècle[1], il ne restait plus qu’elle au XVIIIe siècle dans le hameau de La Cochère[25]. Un description fut faite en 1670 : « un petit clocher tout neuf, monté sur bois, couvert de thuilles à crochet dans lequel il y a une cloche pesant environ douze livres… la dite chapelle toutte platellée et en bonne estat, avec un benestier de pierre de taille »[25].
- L’église de Prin ou église de la Madeleine[1] : Attestée dès 1132[1], elle est un prieuré dépendant de l’abbaye de Cluny[25]. La visite pastorale de 1654 la trouve en mauvais état : « L’église est au milieu des bois… L’autel principal n’a ny parements, ny chandeliers, ny cierges, ny croix. Sur l’autel il y a seulement une nappe, deux ou trois images à deux liards, trois pièces de bois non taillées avec un peu de fer pour servir de chandeliers et une petite statue de la Vierge… toute l’église étant abandonnée et dans un état déplorable. »[1]. À la suite de cela les paroissiens la refont à neuf[1]. Mais en 1753[1], des nouveaux travaux sont envisagés mais les Tranclériens et Tranclériennes refusèrent de financer les frais[1]. Sans travaux et sans entretien, elle s’effondra en 1772[1]. Le 9 avril 1791, en ruine, elle fut vendue comme bien national à un certain Gabriel Cortois de Pont-d’Ain[1]. Son mobilier a néanmoins été conservé puisqu’au XIXe siècle, un certain Monsieur de la Bastie le récupère dans les ruines de l’église et le transporte à l’église de Dompierre-sur-Veyle[1].

#### Croix
- La Croix de Prin : C’est une croix dont il reste seulement le fût sur son socle de pierre[1]. Il est possible que le dessus ait été détruit par des membres comité de surveillance de la Révolution situé à Dompierre-sur-Veyle[1]. Elle a apparemment été remise en place sans le haut en 1832. On peut y lire l’inscription : « A été rétablie en 1832 Marechal »[1].
- La Croix du cimetière : C’est une croix en pierre qui a été mise construite et mise en place en 1903[1]. Elle comporte l’inscription : « BENIT PAR MONSEIGNEUR LUÇON LE 18 OCTOBRE 1903 »[1].
- La croix du lieu-dit « La Croix » : Datée de 1803, elle est en pierre et ne semble pas porter de nom mais le donne au hameau où elle est située[1]. Elle n’a que sa date d’érection en inscription : « 1803 »[1].
- La Croix de Donsonnas : Datée de 1804, elle est en pierre[1].
- La Croix de l’ancien cimetière : En fer sur une base en pierre, elle est située à l’emplacement de l’ancien cimetière à côté de l’église Saint-Jean-Baptiste[1]. Elle marque l’emplacement de ce dernier[1].

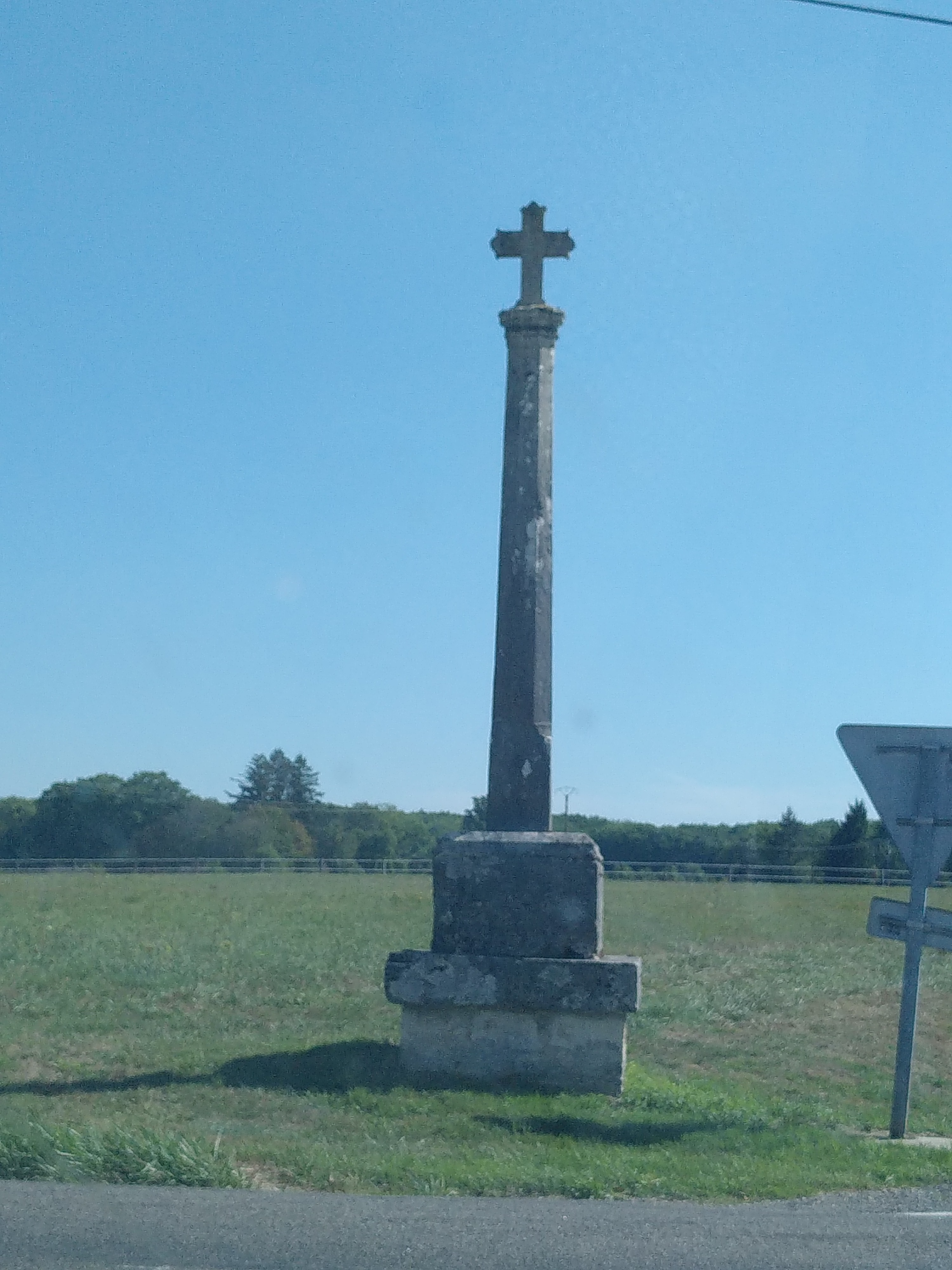
Croix de Prin.
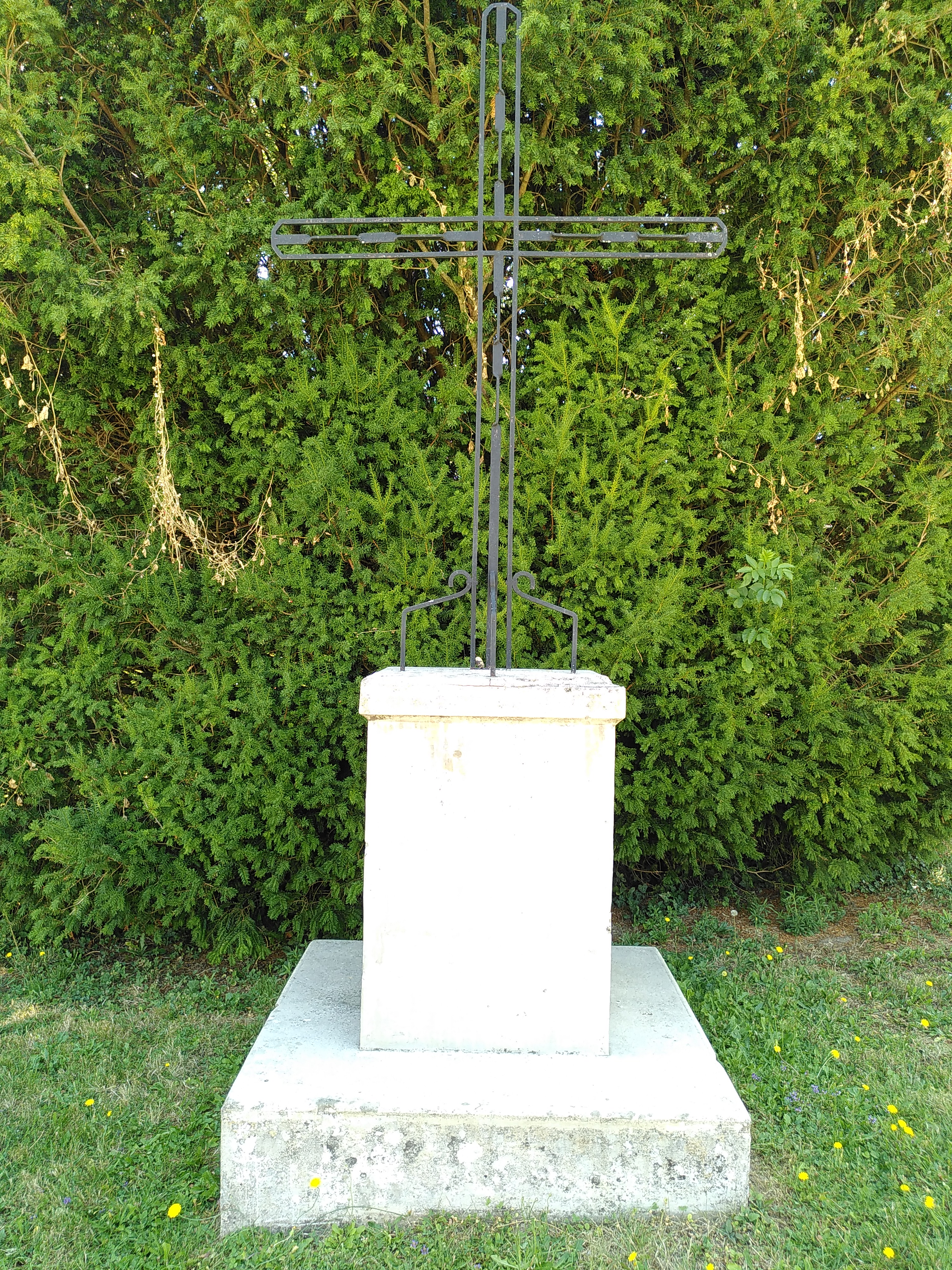
Croix de l’ancien cimetière.
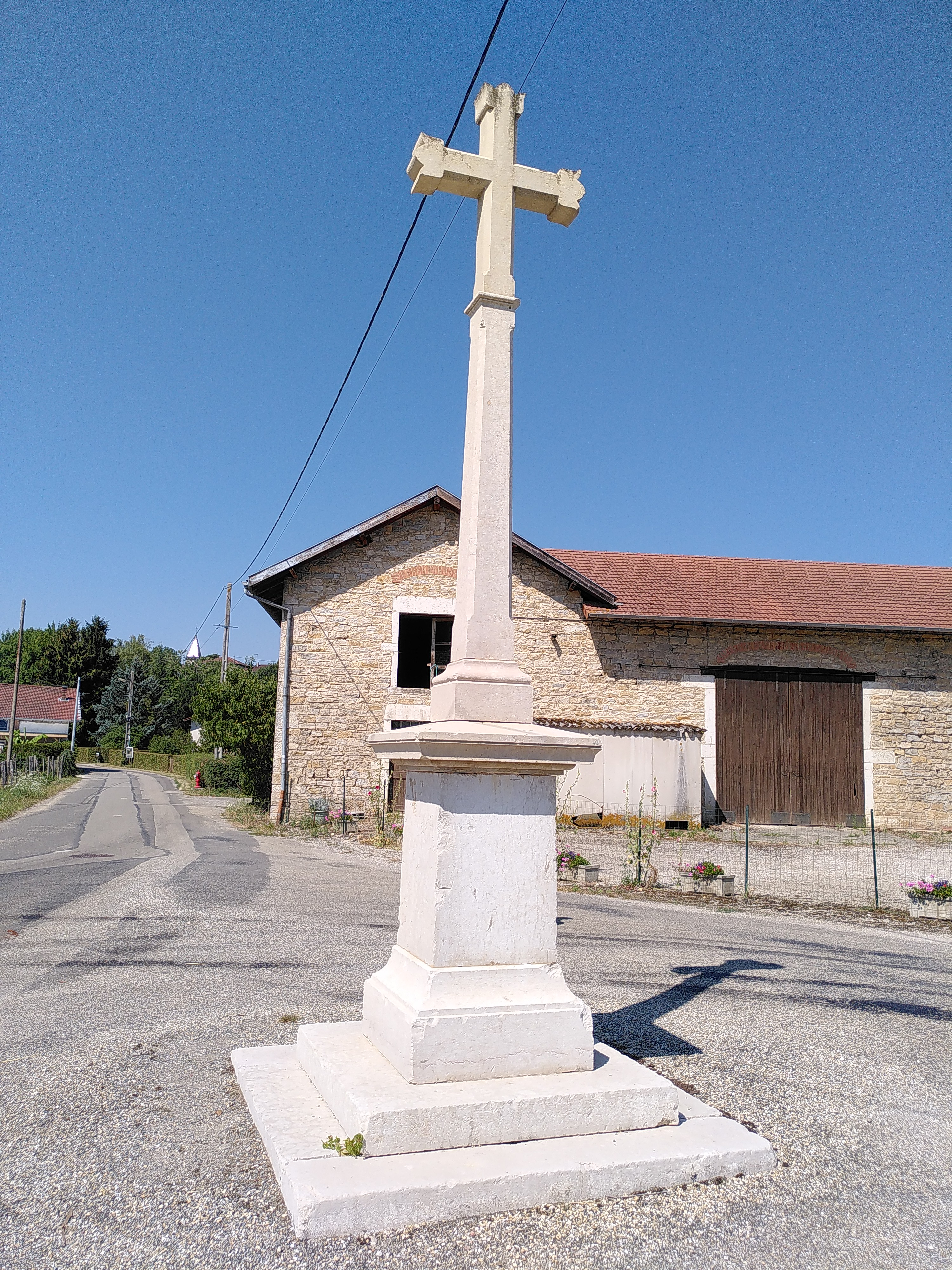
Croix de La Croix.
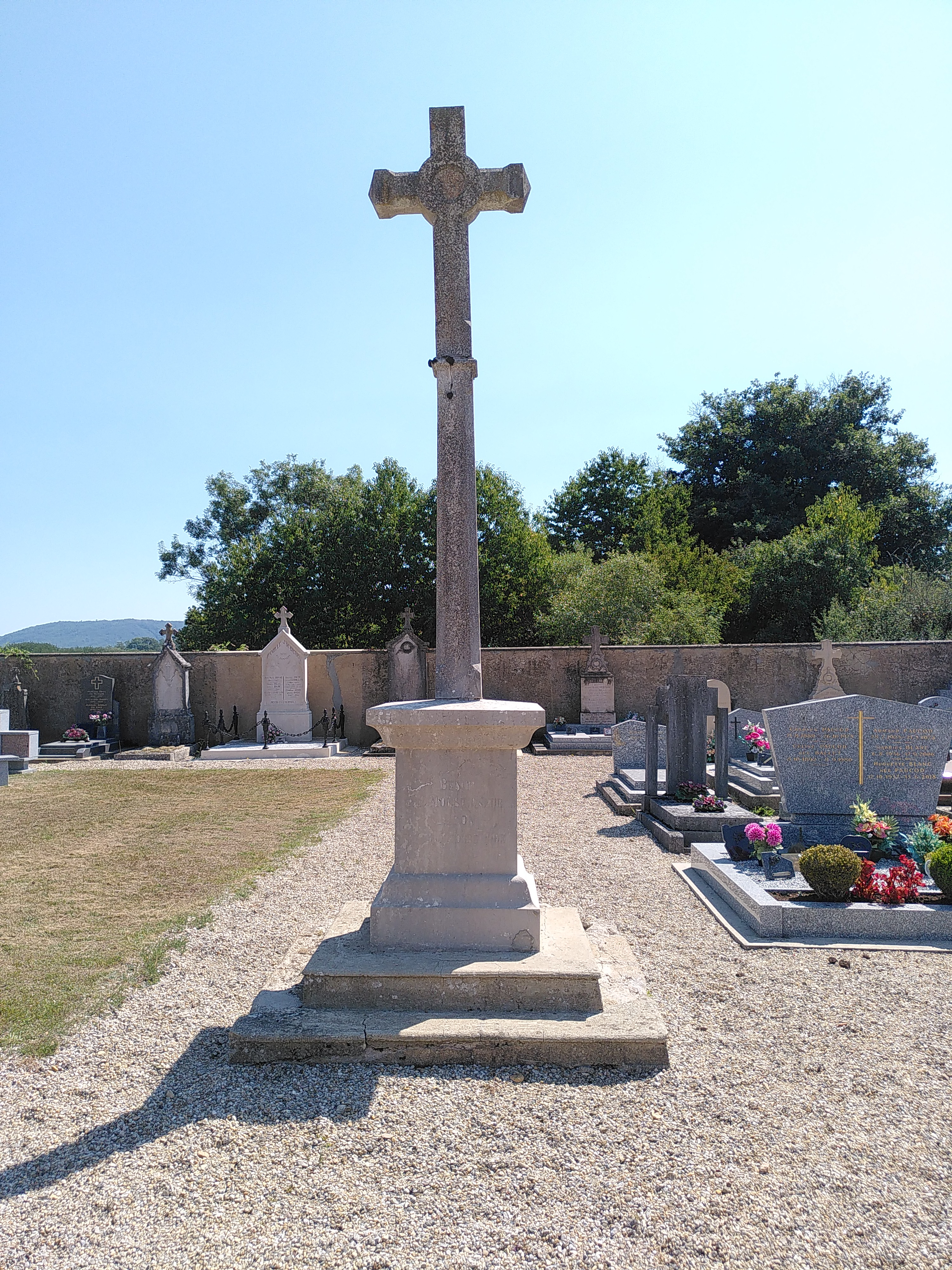
Croix du cimetière.
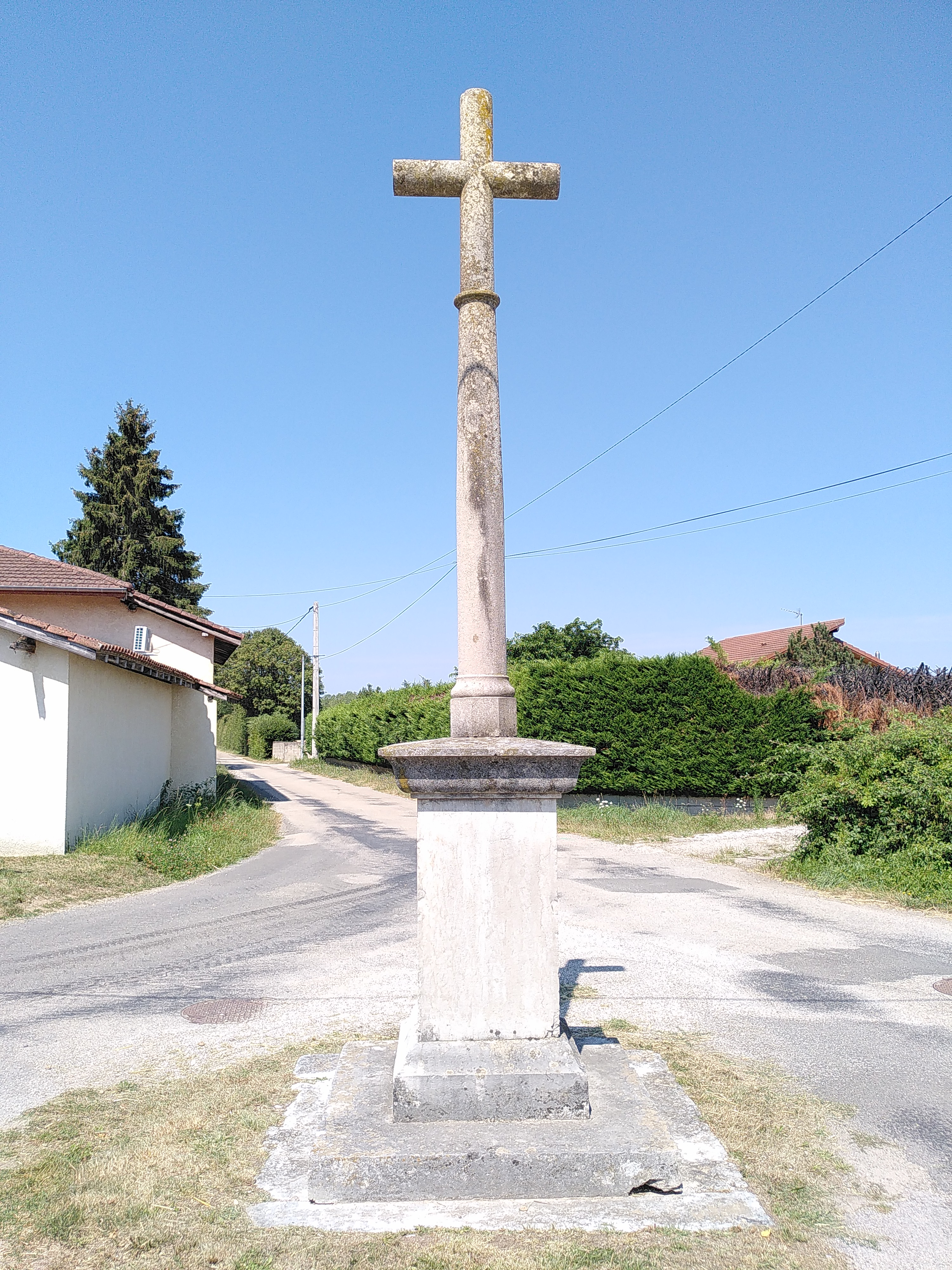
Croix de Donsonnas.

#### Édifices publics
- La Mairie - École : c’est en 1817 que l’on rencontre les premières évocations d’un besoin d’une école dans la commune[1]. En 1838, la commune achète la maison de J. Cl. Pernet située au nord de la place pour y mettre l’école et le mobilier de la mairie[1]. Mais en 1875, l’état de « misère » du bâtiment surtout basé sur le fait qu’il y a 75 élèves en hiver pour une salle de classe de 38m² inspire une demande du conseil communal au préfet afin de changer la situation[1]. Après de « nombreuses vicissitudes », un nouveau bâtiment est construit et livré en 1881, et s’y installe l’école et la mairie[1]. M. Chossat de Monburon, un propriétaire de la commune, fait don de la bibliothèque qui y est installée[1]. En 1913, y est adjoint un préau[1]. Une nouvelle classe a été construite depuis à la suite du regroupement pédagogique avec l’école de Certines[1]. La mairie s’installe à la fin du XXe siècle dans la beurrerie de l’autre côté de la place.
- Le Presbytère : il a existé un presbytère ancien dont on a trace dans une lettre du sieur Belvey, noble de Bourg-en-Bresse, datée du 6 juin 1763[1]. La commune fait l’acquisition d’un bâtiment en 1830 pour servir de presbytère[1], mais les travaux durèrent très longtemps au point qu’en 1866, le préfet intervient et qu’il fallut attendre 1878 pour réceptionner le bâtiment terminé[1]. Après avoir longuement servi, il est réaménagé pour contenir deux logements et la cantine scolaire[1]. Cette dernière a depuis été déplacée dans la salle des fêtes, laissant place à un logement supplémentaire.
- Le puits de la place du village : en pierre, il n’est plus utilisé et sert de décoration[1].
- Cimetière : il se trouve au lieu-dit « Le Violet »[1]. Le terrain est un regroupement de parcelles venant de Monsieur Buard et Claude Curnillon, afin d’être rectangulaire[1]. L’ancien emplacement se trouvait à côté de l’église Saint-Jean-Baptiste mais il était devenu trop petit et trop près des maisons à la fin du XIXe siècle[1]. En 1901, fut prise la décision de le déplacer à sa situation actuelle[1]. Le déplacement est terminé en 1949 avec la désaffectation du lieu et la mise en place d’une croix en mémoire de celles et ceux qui y ont été inhumés[1].
- Monument aux morts : Constitué d’un bloc de pierre en forme de pyramide tronquée, une forme courante, il est inauguré le 22 mai 1922 et se trouve sur la place du village[1].

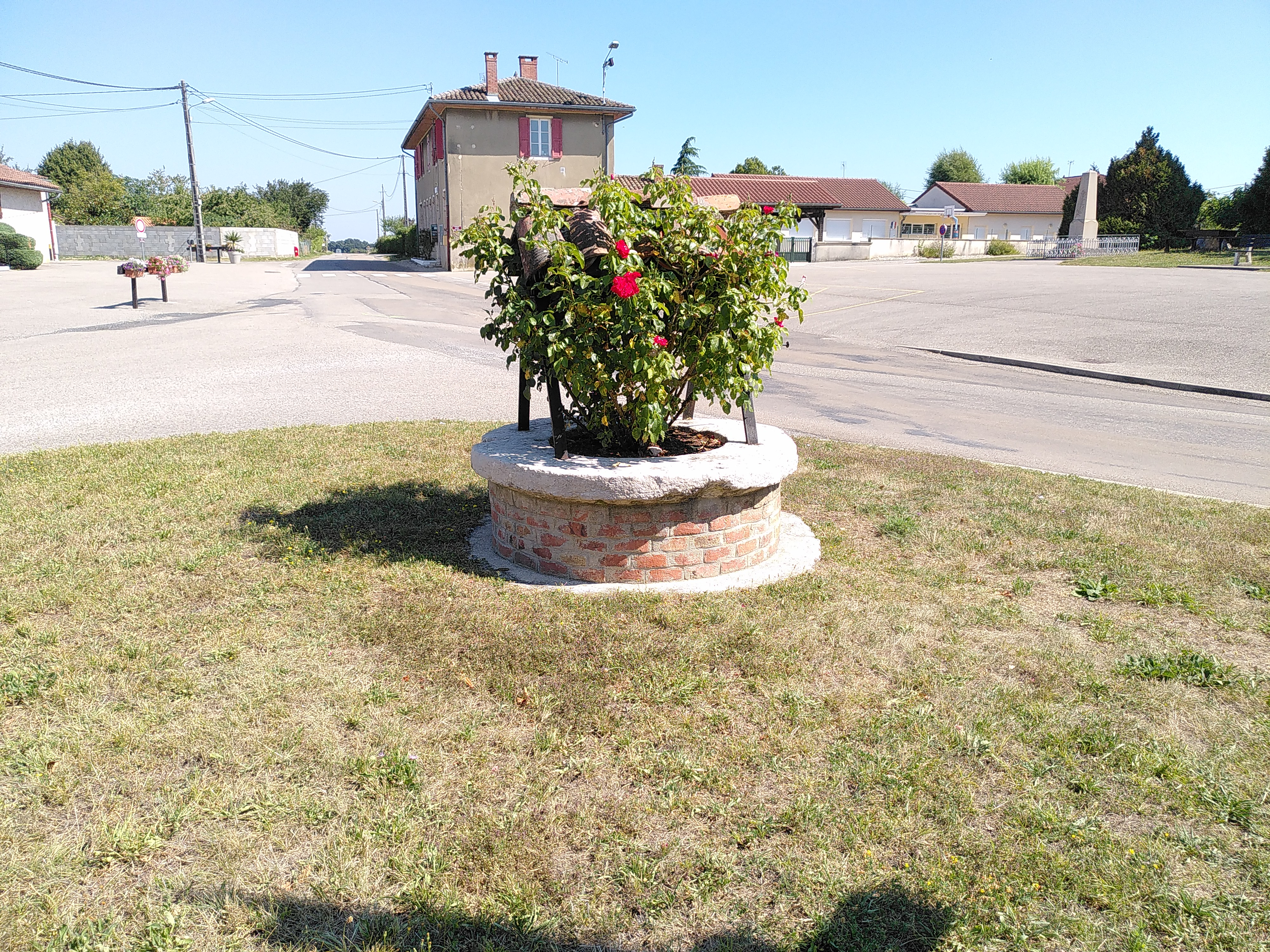
Le puits de la place du village.
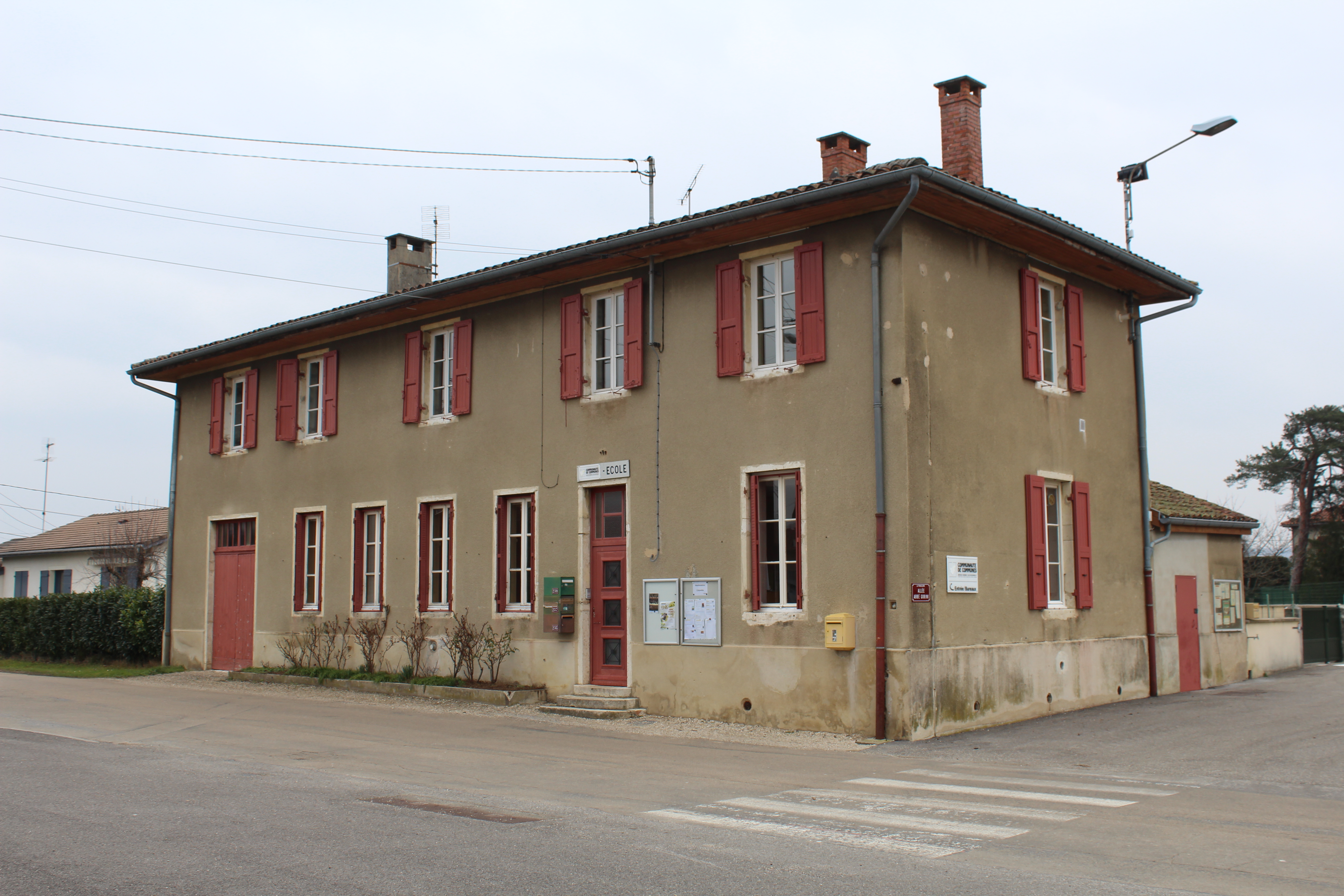
L’école et ancienne mairie.
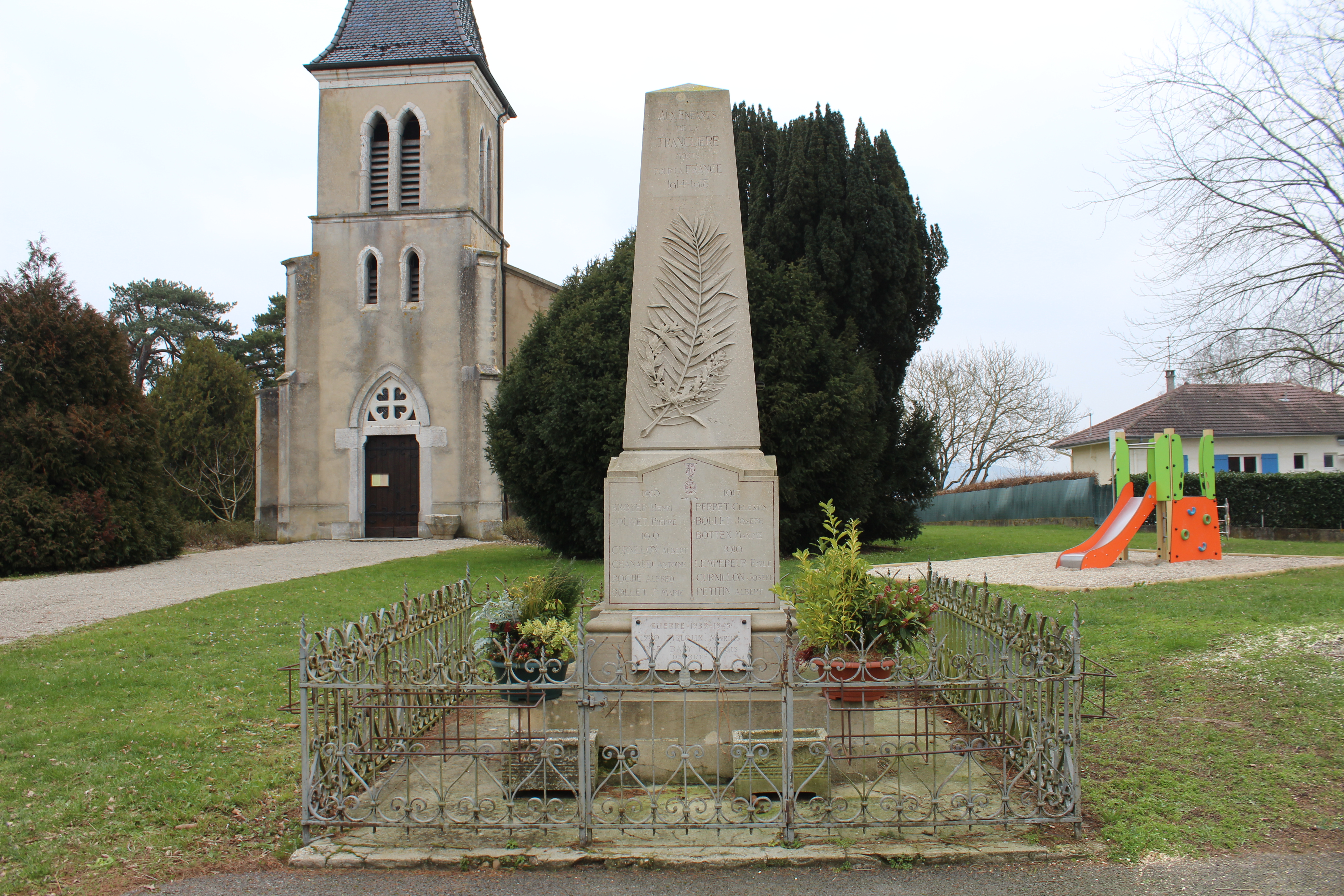
Le monument aux morts.

#### Édifices privés
- Ferme de la Grange Blanche : Autrefois propriété de la famille Chossat de Monburon[1], elle dispose encore d’escaliers et de balcons en bois avec des traces de peintures visibles au premier étage, qui devait servir de logement[1]. La ferme conserve également un puits recouvert d’une dalle en pierre encore en fonctionnement[1].
- Beurrerie La Tranclière - Certines - Dompierre : Fondée en 1932 par J. Cl. Barbet et Jean Poncet[1], elle participera à la renommée du Beurre de bresse et gagna même une médaille d’or en 1937[57]. En 1960, M. Vacle y lance le fromage « L’étoile du Rervermont »[1], toujours produit aujourd’hui[1]. La beurrerie fermera en 1974[1]. Elle abrite aujourd’hui la mairie.
- Puits : Sur le territoire de la commune se trouvent encore 17 puits privés[1].
- Fours : Il y a 4 fours qui sont encore en état sur le territoire de la commune, ils fonctionnent encore de manière ponctuelle[1].

#### Lieux archéologiques
- L’officine de potier gallo-romain : En 1984, lors des travaux de l’autoroute A40 entre Mâcon et Pont-d’Ain, a été mis au jour au lieu-dit en Gouty, aux abords immédiat du tracé[1] lors de l’exploitation d’une carrière[58], des vestiges d’un atelier de céramiques[1]. Les trois fours, dont un de forme circulaire et deux en couloir, ont été dégagé par Georges Vicherd et son équipe[1]. Datés du milieu du premier siècle de notre ère[58], ils servaient à produire des vases en céramique claire, des amphores et des cruches − particulièrement des amphorettes et des ollae[58] − à partir de l’argile locale[1]. Le mobilier trouvé, des éléments de vase mal cuits, une meule et un outil rongé par la rouille, a été déposé au Musée de Brou[1]. Cet atelier a vraisemblablement eu une durée de vie assez courte mais avec une grosse production, comparable à celui d’Aoste en Isère, en fonctionnement à la même période[1]. L’emplacement de l’officine est dicté par la proximité de la Leschère pour l’eau et l’argile et des bois environnants pour l’alimentation des fours[1].

### Fêtes
Autrefois était fêté le tracassin. Une fête dont le prétexte était un remariage d’un veuf ou d’une veuve. Un défilé était organisé à l’occasion sous les fenêtres de la personne concernée avant son mariage avec pour objectif de faire du bruit en tapant sur des casseroles, des vieux bidons et autres accessoires. Le défilé s’arrêtait jusqu’à ce que la personne offre à boire.

### Personnalités liées à la commune
- Jean Alhoste (vers 1585-après 1647)[59] : maître peintre de Bourg-en-Bresse[60], père du maître peintre Benoît Alhoste, qui a vécu longtemps à Donsonnas[59]. On connait de lui deux commandes[60],[61] mais pas d’œuvres conservées ou identifiées[59].
- Eugénie Brazier (1895-1977) : célèbre grande cheffe cuisinière française (2 fois trois étoiles au Guide Michelin pour ses deux restaurants de Lyon et du col de la Luère à Pollionnay) de 1933 à 1968, est née dans la commune.
- Jean-Marie-Sauveur Gorini (1803-1859) : prêtre catholique, théologien et historien français, connu pour ses ouvrages régulièrement réédités, a exercé dans la commune de 1829 à 1847 et y a écrit son ouvrage le plus important Défense de l'Église[1]. Il faisait l’aller-retour chaque semaine à Bourg-en-Bresse pour sa documentation et vivait dans une cure en mauvais état[1].
- Edgar Quinet (1803-1875) : écrivain et historien, a habité la commune enfant et la cite et la décrit dans son œuvre Merlin l’Enchanteur[62].